# Національна система автомобільних доріг Канади
Національна система автомобільних доріг (фр. Réseau routier national) у Канаді є федеральним позначенням стратегічної транспортної мережі шосе та автомагістралей. Система включає, але не обмежується Трансканадським шосе, і наразі складається з 38.021 км, дорожнього полотна, визначеного в одному з трьох класів: основні маршрути, під’їзні маршрути та північні та віддалені маршрути.
Уряд Канади має дуже мало повноважень щодо обслуговування або розширення системи, окрім розподілу частини вартості економічно значущих проєктів у мережі. Шосе в системі не мають жодних спеціальних знаків, за винятком випадків, коли вони є частиною маршруту Трансканадського шосе.

## Історія
Система була вперше визначена в 1988 році Федеральною/провінційною/територіальною радою міністрів, відповідальних за транспорт і безпеку на дорогах, радою, що складається з федерального, провінційного та територіального міністрів транспорту. Всього 24,500 км шосе спочатку були визначені як частина системи. Автомагістралі, вибрані для системи, були існуючими основними маршрутами, які підтримували міжпровінційну та міжнародну торгівлю та подорожі, з’єднуючи основні населені пункти чи комерційні центри один з одним, з основними прикордонними пунктами на кордоні Канади та Сполучених Штатів або з іншими транспортними вузлами.
Система була розширена у 2004 році. Саме в цю епоху були створені поточні «основний», «фідерний» і «північний або віддалений» класи маршрутів. Не всі автомагістралі в системі позначаються повністю, але замість цього вони можуть бути частиною системи лише на частині своєї довжини; деякі автомагістралі навіть мають два або більше розривних сегментів, призначених як частина системи. У деяких місцях Національна система автомобільних доріг може також включати міські магістралі для з’єднання маршрутів магістралей, які є частиною системи, але не з’єднуються безпосередньо, або для зв’язку системи з важливим інтермодальним транспортним вузлом, таким як морський порт, залізничний термінал, аеропорт або поромний термінал, який не знаходиться безпосередньо на шосе провінційного класу.